# Pudin de mango
El pudin de mango es un postre popular en Hong Kong. También es popular en Singapur, Malasia y Macao, y a menudo se encuentra en restaurantes dim sum de todo el mundo.
Hay dos tipos de pudin de mango: fresco e industrial. La variante fresca se prepara en el restaurante y consiste en agar-agar o gelatina, mango fresco, leche evaporada y azúcar. En algunos lugares añaden además otras frutas frescas, como fresas, moras o kiwis, de guarnición. Se sirve y come frío. Tiene una textura rica y cremosa.
El pudin de mango industrial no contiene mango fresco, incluyendo en su lugar esencia de mango y gelatina o agar-agar.
- Datos: Q3273739
- Multimedia: Mango pudding / Q3273739